# 아이유브 칸
아이유브 칸 (타타르어(라틴): Äyyüb, 타타르어(키릴):Әйюб, 러시아어: Аепа) (?-1117년)은 킵차크족의 지도자이다. 볼가 불가리아와 키이우 공국을 침략한 적이 있었다.